# Microchilus forceps
Microchilus forceps är en orkidéart som först beskrevs av Paul Ormerod, och fick sitt nu gällande namn av Paul Ormerod. Microchilus forceps ingår i släktet Microchilus och familjen orkidéer. Inga underarter finns listade i Catalogue of Life.